# Takaya Tsubobayashi
Takaya Tsubobayashi (Japans: 坪林隆也, Tsubohayashi Takaya) (Kanagawa, 5 juni 1971) is een Japans autocoureur.

## Carrière
Tsubobayashi begon zijn autosportcarrière in 1997 in het Japanse Formule 3-kampioenschap. Hierna startte hij zijn eerste race pas weer in 2004 in de GT300-klasse van het All Japan Grand Touring Car Championship, de voorloper van de Super GT. Ook reed hij dat jaar in drie race raceweekenden van de World Series by Nissan bij het team Gabord Reyco als vervanger van Ralph Firman. Tussen 2005 en 2009 nam hij regelmatig deel aan enkele races van de GT300-klasse van de Super GT, waarbij hij enkel in 2006 een aantal punten wist te scoren. Hierna heeft hij niet meer deelgenomen aan grote internationale races.